# 索恩河畔欧维拉尔
索恩河畔欧维拉尔（法語：Auvillars-sur-Saône，法語發音：[ovilaʁ syʁ son]）是法国科多尔省的一个市镇，属于博讷区。

## 地理
索恩河畔欧维拉尔（47°3'45"N, 5°6'8"E）面积6.74 平方千米，位于法国勃艮第-弗朗什-孔泰大區科多尔省，该省份为法国中东部省份，北起奥布省，西接涅夫勒省和约讷省，南至索恩-卢瓦尔省，东南接汝拉省，东临上索恩省，东北部与上马恩省接壤。
与索恩河畔欧维拉尔接壤的市镇（或旧市镇、城区）包括：布鲁万、格拉农、阿尔日伊、巴尼奥、勒沙特莱。

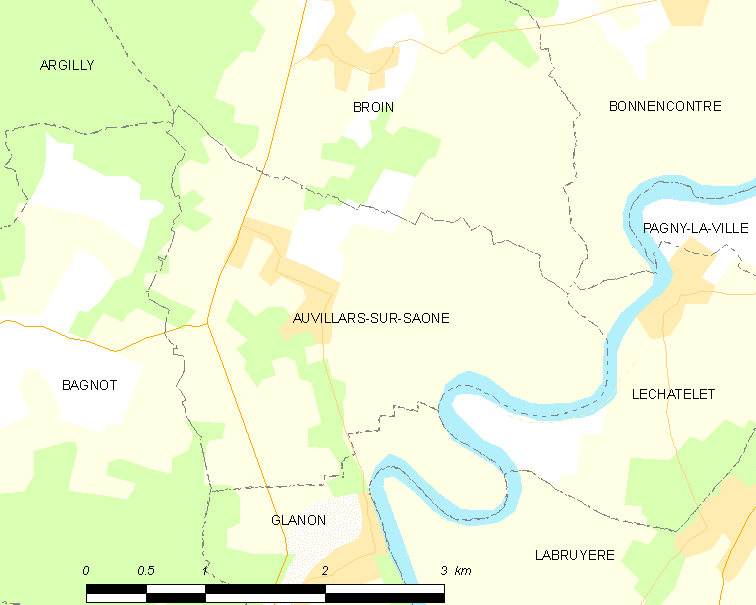
索恩河畔欧维拉尔的OSM定位图

索恩河畔欧维拉尔的时区为UTC+01:00、UTC+02:00（夏令时）。

## 行政
索恩河畔欧维拉尔的邮政编码为21250，INSEE市镇编码为21035。

## 政治
索恩河畔欧维拉尔所属的省级选区为布拉泽昂普莱讷县。

## 人口

1962-2008年间索恩河畔欧维拉尔人口变化图示

索恩河畔欧维拉尔于2022年1月1日时的人口数量为339人。